# Mitchell Schet
Mitchell Schet (Amsterdam, 24 gennaio 1988) è un ex calciatore olandese, di ruolo attaccante.

## Palmarès

### Club

#### Competizioni nazionali
- Coppa di Slovacchia: 2

Slovan Bratislava: 2016-2017, 2017-2018